# A Willamette Egyetem művészeti épülete
A Willamette Egyetem művészeti épülete az Amerikai Egyesült Államok Oregon államának Salem városában található, 1905-ben megnyílt egyetemi létesítmény. A Beaux-Arts stílusú, 1300 négyzetméteres épület korábban az Orvosi Főiskola székhelye volt. A Gatke és Waller épületek után az intézmény legidősebb létesítménye (a Gatke épületet külső helyszínről költöztették a campusra).

## Története
1905-ben megnyílt az Egészségügyi épület, az Orvosi Főiskola székhelye. Az intézmény 1913-ban az Oregoni Egyetem orvosi intézetébe (ma Oregoni Egészségtudományi Egyetem) olvadt, és az épületből kiköltözött. Ugyanezen évben a már Tudományos épületnek nevezett létesítménybe a jogi főiskola költözött, de 1913 és 1920 között itt működött az egyetem középiskolája és tudományos tanszéke is.
1938-ban a jogi főiskola a Gatke, 1941-ben a tudományos tanszék pedig a Collins épületbe költözött. A Tudományos épületet ezután 1976-ig a zenei főiskola használta. 1975–1976-ban felújították, ugyanis a katasztrófavédelem a tetőteret életveszélyesnek minősítette. Az átalakításokat követően 1976-ban a művészeti tanszék költözött ide, az épület ekkor vette fel mai nevét. A legfelső szinten tárolták a Hallie Brown Ford Galéria (ma Hallie Ford Művészeti Múzeum) gyűjteményét, amit 1998-ban saját épületbe költöztettek.
2002-ben egy 3,5 millió dolláros beruházás keretében az épület keleti oldalán háromszintes, 650 négyzetméteres új szárny épült, amelyet Jon Wiener, a Soderstrom Architects építésze tervezett; a fővállalkozó a Walsh Construction volt. A munkálatok keretében átalakították a pincét és a legfelső szintet, mosdókat alakítottak ki, valamint az épületet földrengés-ellenállóvá tették.

## Leírás
A háromszintes épület kezdetben 1300 négyzetméteres volt. Termei eredetileg fapadlósak voltak, amit később padlószőnyeggel burkoltak. Az alagsorban kemencével ellátott fazekasműhelyet alakítottak ki. A létesítmény a State és Winter utcák sarkán, az Oregoni Polgári Igazságügyi Központtal szemközt fekszik. Alapja beton, falai téglából és kőből készültek, teteje pedig zsindellyel borított. Az új szárnyban tantermet, galériát, festőműhelyet és raktárakat alakítottak ki.
A létesítményt a művészeti és művészettörténeti tanszékek használják.

## Fordítás
- Ez a szócikk részben vagy egészben  az   Art Building (Willamette University) című angol Wikipédia-szócikk ezen változatának fordításán alapul.  Az eredeti cikk szerkesztőit annak laptörténete sorolja fel. Ez a jelzés csupán a megfogalmazás eredetét és a szerzői jogokat jelzi, nem szolgál a cikkben szereplő információk forrásmegjelöléseként.